# Polyclinum laxum
Polyclinum laxum är en sjöpungsart som beskrevs av Van Name 1945. Polyclinum laxum ingår i släktet Polyclinum och familjen klumpsjöpungar. Inga underarter finns listade i Catalogue of Life.